# Frontier (superkomputer)
Frontier – superkomputer wyprodukowany przez Cray Inc i uruchomiony w Oak Ridge National Laboratory. Jest to pierwszy komputer klasy eksaskalowej (wykonujący ponad 1018 operacji na sekundę). Koszt jego budowy wyniósł 600 milionów dolarów. Prace nad maszyną rozpoczęły się w 2021 roku, a pełna wydajność obliczeniowa została osiągnięta w 2022 roku.

## Sprzęt
Superkomputer ten wykorzystuje kombinację procesorów AMD Epyc i układów graficznych Radeon Instinct, zużywa 30 MW energii i zajmuje 100 szaf 19-calowych (48 cm).
Frontier posiada koherentne połączenia między procesorami i układami graficznymi, dzięki czemu kod uruchomiony na procesorach Epyc ma spójny dostęp do pamięci GPU.

## Oprogramowanie
Frontier działa pod kontrolą systemu operacyjnego HPE Cray OS.